# Józef Zychowicz
Józef Zychowicz (ur. 19 lutego 1895 w Solcu Górnym w powiecie iłżeckim, zm. 20 października 1985 w Gołdapi) – polski działacz chłopski, poseł na Sejm PRL I kadencji (1952–1956).

## Życiorys
Lata 1909–1914 spędził w Niemczech z tytułu emigracji zarobkowej. W 1914 zmobilizowany do armii rosyjskiej; dostał się w 1915 do niewoli niemieckiej, w której przebywał do 1918. W wolnej Polsce osiadł we Władysławowie w powiecie Sokołów Podlaski, gdzie w 1922 został prezesem koła powiatowego Stronnictwa Ludowego [tak w biogramie w „Gazecie Białostockiej” – przyp. Wiki]. Brał udział w strajkach chłopskich w 1937, za co odebrano mu gospodarstwo. W 1938 osiadł w Adamowie koło Mielnika nad Bugiem, gdzie zatrudnił się jako palacz w terpentyniarni. Po włączeniu Mazur w skład Polski w 1948 przeprowadził się na ziemie odzyskane i zamieszkał w Gołdapi, gdzie pracował jako cieśla w Zarządzie Drogowym. Był jednym z założycieli koła Zjednoczonego Stronnictwa Ludowego w Gołdapi. Pełnił funkcję sekretarza Wojewódzkiego Komitetu Wykonawczego ZSL w Białymstoku. W latach 1952–1956 pełnił mandat posła na Sejm PRL I kadencji z okręgu Łomża, zasiadając w Komisji Rolnictwa.
Odznaczony Złotym Krzyżem Zasługi (22 lipca 1954) i Krzyżem Kawalerskim Orderu Odrodzenia Polski (7 czerwca 1957). 